# Womo
womo (ウーモ)は静岡県下で株式会社しずおかオンラインが発行する女性向けフリーマガジンおよびウェブサービスである。

## 概要
2005年eしずおかwomoとして株式会社しずおかオンラインが創刊。2008年に名称をwomoに変更。加えてポータルサイトwomo、iPhoneアプリwomoグルメアプリ、womoアプリが存在し、地元の女性向けに情報配信を行う。コンセプトは「静岡ライフを自由に楽しく女性のための地元満喫メディア」。

## 沿革
- 1993年2月 - 商号をフィールドノート社とし、地域情報出版社として設立
- 2000年11月- フリーマガジン『インフォシティマガジン』創刊
- 2001年1月 - 株式会社しずおかオンラインを設立
- 2001年12月- フリーマガジン『インフォシティマガジン』を『eしずおかマガジン』にリニューアル
- 2005年7月 - 『eしずおかマガジン』を女性読者向けフリーマガジン『womo』にリニューアル。ポータルサイト『womo』公開
- 2008年1月 - フリーマガジン『womo』浜松版創刊
- 2010年6月 - iPhoneアプリ『womoグルメ』配信開始
- 2013年5月 - 姉妹サイト『mamane』公開
- 2015年1月 - iPhoneアプリ『womoアプリ』配信開始
- 2015年1月 - 姉妹サービス『womoカウンター』営業開始
- 2016年10月 - iPhoneアプリ『womoグルメ』にスタンプ機能を追加リリース

## 運営主体（外部リンク）
- womo静岡ライフを自由に楽しく女性のための地元満喫メディア
- womoアプリ イベント情報やコラムが読めるiOSアプリ
- womoビューティー　静岡、浜松女子のためのエステ、ヘアサロン、ネイル、ビューティーサロン検索＆予約サイト
- womoグルメ静岡　静岡のの居酒屋、カフェ、レストランなど飲食店情報満載
- womoグルメ浜松　浜松の居酒屋、カフェ、レストランなど飲食店情報満載
- womoグルメ沼津・三島　沼津・三島の居酒屋、カフェ、レストランなど飲食店情報満載
- womoグルメアプリ　静岡県内のグルメ情報を検索、お店のスタンプを集められるiOSアプリ
- womoカウンター　静岡で家づくり、マネープランについて専門家に直接相談
- 株式会社しずおかオンライン